# Skygger paa Græsset
Skygger paa Græsset (eng. Shadows on the Grass) er et memoireværk, udgivet af Karen Blixen den 4. november 1960 i Danmark (udgivet i England samme år, og USA i januar 1961). Bogen, der er skrevet treogtyve år efter romanen Den afrikanske Farm, er ikke desto mindre en videreførelse af denne romans lyriske meditation over hendes liv og levned fra kaffeplantagen.

## Kapitler
- Farah
- Barua a Soldani[2]
- Den store Gestus
- Ekko fra Højene

## Fodnoter
1. ↑  Under pseudonymet Isak Dinesen.
2. ↑  Titlen betyder Brev fra en konge.